# Onida (South Dakota)
Onida er en amerikansk by og administrativt centrum for det amerikanske county Sully County i staten South Dakota. I 2000 havde byen et indbyggertal på 740.
44°42′21″N 100°04′01″V / 44.7058°N 100.0669°V